# Rosenbergia xenium
Rosenbergia xenium är en skalbaggsart som beskrevs av Gilmour 1959. Rosenbergia xenium ingår i släktet Rosenbergia och familjen långhorningar. Inga underarter finns listade i Catalogue of Life.